# Leptokoenenia gerlachi
Leptokoenenia gerlachi is een spinnensoort in de taxonomische indeling van de Palpigradi.
Het dier komt uit het geslacht Leptokoenenia. Leptokoenenia gerlachi werd in 1965 beschreven door Condé.